# Municipio de Waco
El municipio de Waco (en inglés: Waco Township) es un municipio ubicado en el condado de Sedgwick en el estado estadounidense de Kansas. En el año 2010 tenía una población de 725 habitantes y una densidad poblacional de 10,73 personas por km².

## Geografía
El municipio de Waco se encuentra ubicado en las coordenadas 37°36′1″N 97°26′6″O / 37.60028, -97.43500. Según la Oficina del Censo de los Estados Unidos, el municipio tiene una superficie total de 67.59 km², de la cual 67,2 km² corresponden a tierra firme y (0,57 %) 0,39 km² es agua.

## Demografía
Según el censo de 2010, había 725 personas residiendo en el municipio de Waco. La densidad de población era de 10,73 hab./km². De los 725 habitantes, el municipio de Waco estaba compuesto por el 96,97 % blancos, el 0,55 % eran afroamericanos, el 0,97 % eran amerindios, el 0,28 % eran asiáticos, el 0,41 % eran de otras razas y el 0,83 % eran de una mezcla de razas. Del total de la población el 3,72 % eran hispanos o latinos de cualquier raza.